# Trattrecht

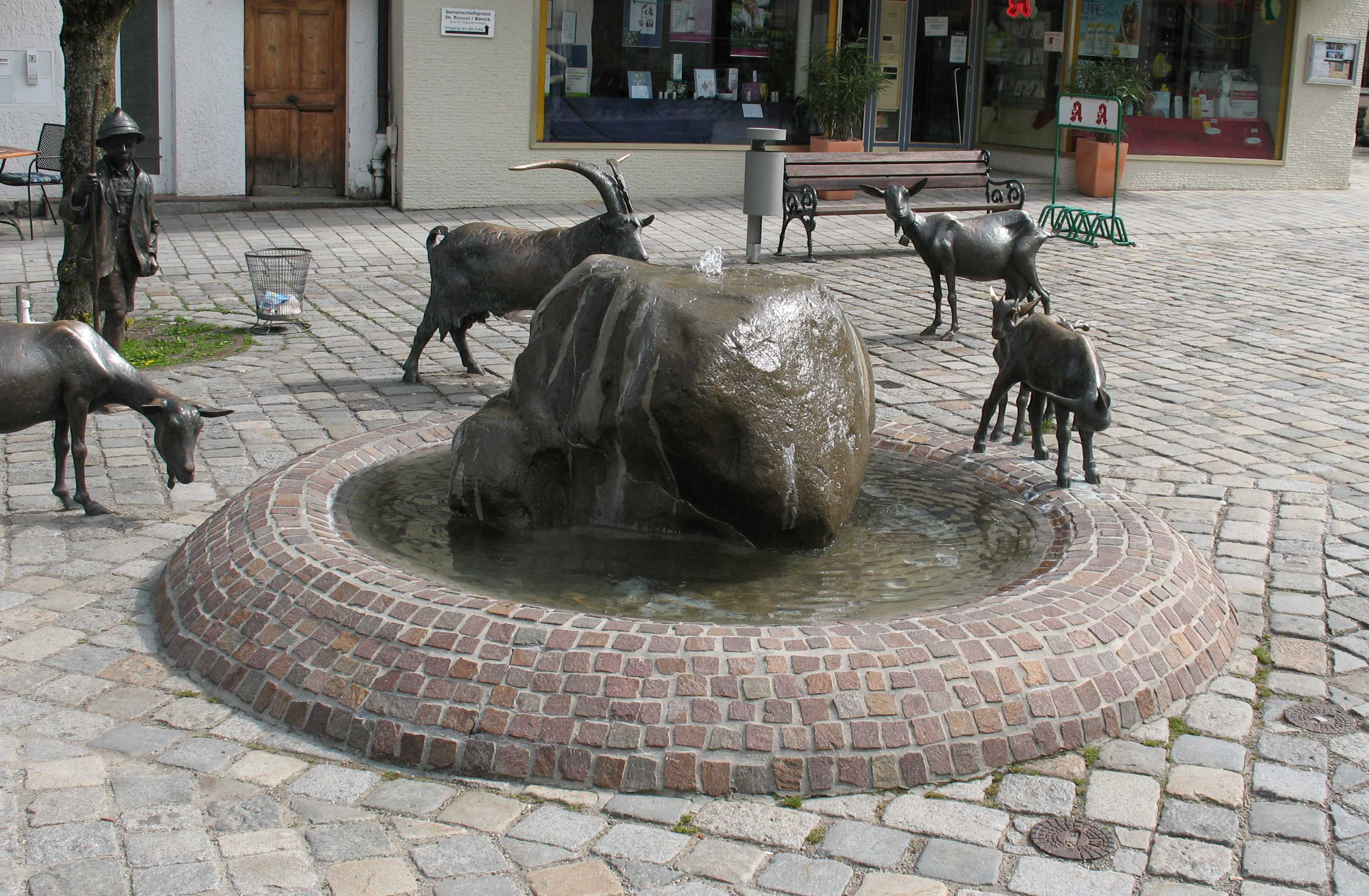
Oft war das Fratzungsrecht ein sogenanntes „Geißrecht“, das nur für Ziegen galt.
Der Geißenbrunnen in Immenstadt im Allgäu erinnert an das ehemalige Immenstädter Geißrecht.

Das Trattrecht, Atzungsrecht, Fratzungsrecht oder Weiderecht (franz. vaine pâture, ital. diritto di libero pascolo) bezeichnet das Recht, Vieh nach der Getreide- oder Heuernte zur Weide (mittelhochdeutsch tratt) auf fremde Güter zu treiben.
Die Tiere konnten zur Brach- und Stoppelweide auf die Äcker und zur Herbst- und manchmal auch zur Frühlingsweide auf die Wiesen getrieben werden. Dieses Nutzungsrecht war bis zur Agrarmodernisierung im 18. und 19. Jahrhundert unter verschiedenen Bezeichnungen in vielen Regionen verbreitet. In Graubünden hat sich die Gemeinatzung (ital. compascolo) für das Kleinvieh z. T. bis in die jüngste Zeit erhalten. In den Quellen wird das Trattrecht oft zusammen mit den Wege- und Überfahrtsrechten alliterativ als Tritt und Tratt oder Trieb und Tratt aufgeführt.
Als Atzungsrecht oder Weiderecht wurde auch das Recht zur Ganzjahresweide auf gemeindeeigenen Allmenden und Waldweiden bezeichnet. Die Berechtigung zur Gemeinatzung richtete sich wie beim Almauftrieb nach der Anzahl der Tiere, die mit eigenem Futter überwintert wurden.
→ siehe auch: Weidegerechtigkeit